# Flavignerot
Flavignerot är en kommun i departementet Côte-d'Or i regionen Bourgogne-Franche-Comté i östra Frankrike. Kommunen ligger i kantonen Dijon 5e Canton som tillhör arrondissementet Dijon. År 2022 hade Flavignerot 231 invånare.

## Befolkningsutveckling
Antalet invånare i kommunen Flavignerot
Referens:INSEE